# Păncești, Bacău
Păncești este un sat în comuna Sascut din județul Bacău, Moldova, România.